# 綠帶魢
綠帶魢（學名：Girella mezina）又稱黃帶魢、黃帶瓜子鱲，俗名黑毛，為輻鰭魚綱日鱸目魢科魢屬的其中一個種，傳統上歸類於鱸形目鿳科魢亚科。
该物种的模式产地在琉球群岛。

## 分布
本魚分布於西太平洋區，包括日本、韓國、台灣、中國南海等海域。

## 深度
水深1至30公尺。

## 特徵
本魚體呈橢圓形，體色為灰褐色，幼魚體側上有一黃色橫帶，約成長至18公分以上時逐漸消失。鰓蓋骨全部被鱗片，上唇特別厚，嘴裂能大大開唇。體側鱗片粗大，尾鰭後緣凹入極淺但不截平。背鰭硬棘14枚、軟條12至14枚；臀鰭硬棘3枚、軟條11枚。側線鱗片數53至55枚。體長可達45公分。

## 生態
本魚棲息在岩礁區，屬雜食性，冬天主要以藻類為食，夏天則以小型無脊椎動物為食，2至6月為其產卵期。此時為本魚最肥美的時候。

## 經濟利用
為美味的食用魚，具高經濟價值，可做成生魚片、清蒸或煮湯食用。